# جون جي. سوير
جون جي. سوير (بالإنجليزية: John G. Sawyer)‏ هو قاضي ومحامي وسياسي أمريكي، ولد في 5 يونيو 1825 في براندون في الولايات المتحدة، وتوفي في 5 سبتمبر 1898 في قرية ألبيون في الولايات المتحدة. حزبياً، نشط في الحزب الجمهوري. وقد انتخب عضو مجلس النواب الأمريكي.